# 앤디 도네간
앤디 도네간 (Andy Donegan, 1995년 3월 2일 ~ )는 아르헨티나의 싱어 송 라이터, 작사가.

## 음반 목록

### EP
- Near (2018)
- Estigma (2019)